# Werner Sasse
Werner Sasse (* 30. August 1941 in Frankfurt am Main) ist ein deutscher Koreanist.

## Leben
Bevor Sasse in den 1970ern Koreanistik, chinesische Literatur und Linguistik studierte, besucht er 1966 erstmals Korea.
Nach der Promotion zum Dr. phil. 1975 in Bochum und der Habilitation an der Universität Bochum war er von 1992 bis 2006 Professor (C4) für Koreanistik in Hamburg. Nach der Emeritierung ließ Sasse sich in Südkorea nieder. Hier hatte er 2007 eine Gastprofessur an der Universität Chonnam und von 2008 bis 2011 nochmals einen Lehrstuhl an der Hanyang-Universität inne.
Lehrte er Koreanisch zunächst aus philologischem Verständnis heraus, bemühte er sich später über das Studium des Mittel- und Altkoreanischen diese Sprache mit den Altaischen Sprachen zu verbinden. Später wandte er sich den kulturwissenschaftlichen Untersuchungen zu. In jüngerer Zeit hielt er Veranstaltungen ab über die Rolle des Konfuzianismus in der koreanischen Kultur, wobei er die These aufstellte, dass Korea im Grunde kein konfuzianisches Land sei.
Seit seinem Ruhestand 2006 beschäftigt er sich umfänglich mit der (Tusch-)Malerei, eine Tätigkeit, die er vorher weitgehend geheim hielt, da er fürchtete, dass bei Bekanntwerden seine akademische Ernsthaftigkeit angezweifelt werden könnte. Auch nach seiner zweiten universitären Karriere in Korea betreibt er weiterhin Forschung und übersetzt. Er lebt heute auf der Insel Jeju.

## Auszeichnungen
- Wilhelm-Hollenberg-Preis (1985)[5]
- Dongsung Academy Prize (Seoul 2008)[5]

## Schriften (Auswahl)
- Das Glossar Koryǒ-pangǒn im Kyerim-yusa. Studien zur Entschlüsselung eines chinesischen Glossars mittelkoreanischer Wörter (= Veröffentlichungen des Ostasien-Instituts der Ruhr-Universität Bochum. Band 18). Harrassowitz, Wiesbaden 1976, ISBN 3-447-01800-3 (Zugleich: Dissertation, Universität Bochum).
- Einführung in die koreanische Schriftsprache (= Koreanisch. Band 2). Verlag Vorspann-Werbung Scherer, Heilbronn 1985, OCLC 310622641.
- Studien zur Entzifferung der Schrift altkoreanischer Dichtung. Bd. 1: Theorie und Praxis der Entzifferung; Bd. 2:  Konkordanz. Teil 1. Silla-Hyangga (= Veröffentlichungen des Ostasien-Instituts der Ruhr-Universität Bochum. Band 37). Harrassowitz, Wiesbaden 1988, 1989, ISBN 3-447-02789-4 (Bd. 1 zugleich Teildruck von: Habilitationsschrift, Universität Bochum).
- mit An Jung-Hee: Der Mond gespiegelt in tausend Flüssen: Das Leben des Buddha Gautama in Verse gesetzt im Jahre 1447 von König Sejong. Sohaksa, Seoul 2002, ISBN 89-7191-212-X.
- 민낯 이 예쁜 코리안 : 독일인 한국 학자 의 50년 한국 문화 탐색. ‚Minnatchi yebbeun Korean‘. Hakkojae, Sŏul-si 2013, ISBN 89-5625-225-4 (koreanisch).
- Record of the Seasonal Customs of Korea: Tongguk sesigi by Toae Hong Sŏk-mo. Hrsg.: Robert E. Buswell (= Korean Classics Library: Historical Materials. Band 12). University of Hawaiʻi Press, Honolulu 2022, ISBN 978-0-8248-9159-6 (übersetzt, kommentiert und mit einer Einführung versehen von Werner Sasse).